# الکاراسیجاس
الکاراسیجاس (به اسپانیایی: Alcaracejos) یک شهرستان در اسپانیا است.